# Коллектив поэтов
«Коллектив поэтов» — литературная группа одесских поэтов, некоторые из которых писали также и прозу, прославились впоследствии как прозаики (Илья Ильф, Юрий Олеша, Валентин Катаев). Существовала с апреля 1920 года до конца 1922 года. Поэты собирались в кафе по адресу ул. Петра Великого (ныне — Дворянская), дом 33. Вход был открыт для всех желающих. 
В апреле 1920 года в газете «Известия» появилось объявление инициативной группы, приглашавшее всех заинтересованных поэтов встретиться по адресу ул. Петра Великого, дом 20. Вскоре эти встречи стали регулярными и происходили в доме 33, квартира 4, на той же улице. В доме было кафе, открытое для всех желающих. «Коллектив поэтов» старался привлечь в свои ряды интересующихся литературой красноармейцев, поэтому в качестве платы за вход принимали книги, которые потом передавались рабочим и красноармейцам, а также в библиотеку «Коллектива поэтов». Затем «Коллектив поэтов» кочевал с места на место — они собирались на улице Ласточкина, 22, в клубе профсоюза совработников, на улице Преображенской, 6, на Соборной площади, 2, в квартире 12, где размещалась «Мастерская производственно-синтетического театра». 
Всей деятельностью «Коллектива поэтов» руководило Исполнительное бюро, куда входили Юрий Олеша, редактор газеты «Красная оборона» Валерий Санчов и другие. Из мест, где собирался «Коллектив поэтов», больше всего прославились собрания в кафе на улице Петра Великого, 33, квартира 4. Эдуард Багрицкий одно время даже жил там. Ныне интерьер этого места не сохранился, но его можно представить по описанию художника Евгения Окса: в главном зале был паркет с меандром по периметру, на окнах — мраморные подоконники, атласно-желтые портьеры, из мебели — кресла с шелковой обивкой, и конечно рояль фирмы «Стейнвей», стоявший в углу.
На улице Петра Великого, 33 29 ноября 1920 года состоялся знаменитый вечер московского поэта-футуриста Алексея Чичерина, который читал собравшимся поэмы Владимира Маяковского. Вот как вспоминал об этом Семён Кирсанов: «Это был... лучший из слышанных мною литературных чтецов. В коротких штанишках, с голыми ногами, бритым черепом, великан, голосистый, он великолепно читал Маяковского — поэмы „Человек“ и „Облако в штанах“». А Лев Славин вообще заявлял, что после этого вечера у «Коллектива поэтов» уже «не было авторитетов. Но был бог: Маяковский».
Помимо публичного чтения стихов «Коллектив поэтов» устраивал у себя тематические литературные вечера. Так, в феврале 1922 года в связи с 35-летием со дня смерти Семёна Надсона они провели публичный «литературный суд» над его произведениями. «Суд» этот состоялся в клубе профсоюза совработников на улице Ласточкина, 22.
К концу 1922 года вслед за Катаевым большинство активных участников уехало из Одессы в Москву или Харьков, и «Коллектив поэтов» прекратил свои собрания. В современном литературоведении принято говорить о существовании в ранней советской литературе одесской, или южнорусской литературной школы, в которую объединяют многих бывших участников «Коллектива поэтов». В статье «Юго-Запад» (1933) Виктор Шкловский писал об «одесских левантинцах» (И. Бабель, Э. Багрицкий, В. Катаев, Ю. Олеша, И. Ильф и Е. Петров, В. Инбер):
Южно-русская школа будет иметь большое влияние на следующий сюжетный период советской литературы. Это – литература, а не только материал для мемуаров.

## Известные участники
- Эдуард Багрицкий
- Валентин Катаев
- Юрий Олеша
- Вера Инбер
- Владимир Сосюра
- Илья Ильф
- Алексей Чичерин
- Георгий Шенгели
- Зинаида Шишова
- Семён Кирсанов
- Лев Славин
- Анатолий Фиолетов
- Нина Гернет
- Борис Бобович
- Александр Кранцфельд
- Аделина Адалис
- Марк Тарловский
- Осип Колычев
- Семён Гехт
- Сергей Бондарин

Среди посетителей собраний, вероятно, был и живший в то время в Одессе поэт-акмеист Владимир Нарбут, который впоследствии помог трудоустройству многих членов «Коллектива поэтов».